# Johann Gerhard Koenig
Johann Gerhard König (29 de noviembre de 1728-26 de junio de 1785) fue un misionero, botánico y médico alemán nacido en Ungerhof, en la polaca Livland. Fue alumno de Carlos Linneo en 1757, y vivió en Dinamarca de 1759 a 1767. En esa época visita Islandia para estudiar su flora.
Koenig es enviado a la colonia neerlandesa en India, cerca de Madras, como médico y misionero en la misión moravia.
De 1773 a 1785, trabajó como naturalista para la provincia Nawab de Arcot, en India. Y estuvo en Tranquebar con la misión solidaria médica danesa. En 1773, recibe el doctorado in absentia de la Universidad de Copenhague. Como naturalista en la provincia de Nawab de Arcot, se embarca en una expedición a las montañas norteñas de Madras, y a Ceilán, publicando más tarde una descripción de todo, en una revista científica danesa. En 1778, Koenig es transferido a una agencia postal con la British East India Company, permaneciendo hasta su deceso, llevando a cabo intensas jornadas exploratorias, y trabajos con notables científicos como William Roxburgh. Quizás su más notable etapa de esas jornadas fueron el ir a Tailandia y al estrecho de Malaca en 1778-80.
Fallece en Jagrenatporum, cerca de Tranquebar el 26 de junio de 1785.
Describió muchas especies usadas en la medicina india Ayurveda.

## Obra
Escribió muchos Arts. botánicos, entre ellos:
- De indigenorum remediorum ad morbos curves regioni indemicos expeignandos efficacia, 1773

## Honores

### Eponimia
Especies
- (Araceae) Cryptocoryne koenigii Schott[1]
- (Araceae) Lagenandra koenigii Thwaites[2]
- (Arecaceae) Sagus koenigii Griff.[3]
- (Rutaceae) Murraya koenigii Spreng. 1825[4]

- La abreviatura «J.Koenig» se emplea para indicar a Johann Gerhard Koenig como autoridad en la descripción y clasificación científica de los vegetales.[5]